# Miguel Vargas Correa
Miguel Vargas Correa (Chañaral, 21 de abril de 1967) es un profesor de Estado en Historia y Geografía y político chileno, exmilitante del Partido Socialista de Chile (PS). Actualmente se desempeña como gobernador de la Región de Atacama.
Anteriormente, entre 2014 y 2017, se desempeñó como intendente de la Región de Atacama durante el segundo gobierno de Michelle Bachelet, además de haber desempeñado diverso cargos públicos en la región.

## Vida personal
Nacido en la Región de Atacama, Vargas Correa es profesor de Estado en Historia y Geografía, además de contar con un postgrado en Gobierno y Gerencia Pública de la Universidad de Chile.

## Carrera política

### Gobiernos de la Concertación y Nueva Mayoría
Fue militante del Partido Socialista. El año 2000, durante el gobierno de Ricardo Lagos, fue nombrado Secretario Regional Ministerial de Economía de la Región de Atacama, cargo que desempeñó hasta 2002, tras su nombramiento como Secretario Regional de Gobierno de la misma región, cargo que dejó en 2005. 
Después de su salida como Secretario Regional Ministerial fue nombrado como Director regional del Servicio Nacional del Consumidor de Atacama mediante el sistema de Alta Dirección Pública -en el primer gobierno de Michelle Bachelet-, cargo que ya había ejercido entre los años 1994 y 2000, durante el gobierno del presidente Eduardo Frei Ruiz-Tagle.
Tras la victoria de Michelle Bachelet en las elecciones presidenciales de 2013 fue nombrado por esta como Intendente de la Región de Atacama, asumiendo el cargo el 11 de marzo de 2014. Dejó el cargo el 21 de julio de 2017 tras su salida del Partido Socialista.

### Gobernador Regional de Atacama
Fue candidato independiente a la Gobernación Regional de Atacama en las primeras elecciones para el cargo el año 2021. En primera vuelta resultó en segunda posición con el 23,71% de los votos válidamente emitidos, quedando detrás del candidato de la coalición de centroizquierda Unidad Constituyente. En segunda vuelta se impuso sobre su rival con el 59,39% de los sufragios, transformándose en el primer Gobernador de la Región de Atacama.
Fue reelecto en las elecciones de 2024.

## Historial electoral

### Elección de gobernadores regionales de 2021
- Elecciones de Gobernadores Regionales 2021, para gobernador por la Región de Atacama (Primera vuelta).

|  | 30,19 % |

|  | 23,71 % |

|  | 18,45 % |

|  | 14,89 % |

|  | 12,77 % |

|  | 94,00 % |

|  | 2,37 % |

|  | 3,63 % |

|  | 100 % |

|  | 40,13 % |

- Elecciones de Gobernadores Regionales 2021, para gobernador por la Región de Atacama (Segunda vuelta).

|  | 59,39 % |

|  | 40,61 % |

|  | 96,58 % |

|  | 2,75 % |

|  | 0,67 % |

|  | 100 % |

|  | 12,66 % |